# Amerikai borzformák
Az amerikai borzformák (Taxidiinae) az emlősök (Mammalia) osztályának ragadozók (Carnivora) rendjébe, ezen belül a menyétfélék (Mustelidae) családjába tartozó alcsalád.
Az alcsaládnak manapság már csak 1 élő faja van.

## Rendszerezés
Az alcsaládba az alábbi 1 élő nem és 2 fosszilis nem tartozik:
- †Chamitataxus Owen, 2006 - késő miocén[1]
- †Pliotaxidea Hall, 1944 - pliocén
- Taxidea Waterhouse, 1839 - típusnem; ?késő miocén